# Saison 14 d'Urgences
Chronologie
Saison 13 Saison 15
Cet article présente le guide des épisodes de la quatorzième saison de la série télévisée Urgences.
Cette saison est écourtée à 19 épisodes en raison de la grève de la Writers Guild of America ayant eu lieu de novembre 2007 à février 2008.
À noter, dans un but de clarification des personnages : il existe différents « grades » concernant les employés d'un hôpital, pour plus de précision consultez la section grades de l'article principal Urgences.

## Distribution

### Acteurs principaux
- Maura Tierney (VF : Laura Blanc) : Dr Abby Lockhart, urgentiste résidente de 4e année
- Mekhi Phifer (VF : Didier Cherbuy) : Dr Gregory Pratt, urgentiste titulaire
- Parminder Nagra (VF : Vanina Pradier) : Dr Neela Rasgotra, résidente en chirurgie de 2e année
- Linda Cardellini (VF : Julie Turin) : Samantha « Sam » Taggart, infirmière surveillante
- Scott Grimes (VF : Donald Reignoux) : Dr Archibald « Archie » Morris, urgentiste titulaire
- John Stamos (VF : Olivier Destrez) : Dr Tony Gates, urgentiste résident de 2e année
- Goran Višnjić (VF : Stéphane Ronchewski) : Dr Luka Kovac, urgentiste titulaire, médecin dans un hospice (uniquement lors des épisodes 5, 8, 9, 10, 14, 16 et 19)

### Acteurs récurrents

#### Membres du personnel de l'hôpital
- Stanley Tucci : Dr Kevin Moretti, urgentiste titulaire, chef des urgences (jusqu'à l'épisode 9)
- Kari Matchett : Dr Skye Wexler, urgentiste titulaire, chef des urgences par intérim (jusqu'à l'épisode 19)
- David Lyons (VF : Philippe Bozo) : Dr Simon Brenner, urgentiste titulaire
- Leland Orser (VF : Charles Borg) : Dr Lucien Dubenko, titulaire en chirurgie traumatologique, chef de la chirurgie
- John Aylward (VF : Michel Bedetti) : Dr Donald « Don » Anspaugh, titulaire en chirurgie générale, chef du personnel de l'hôpital, membre du conseil de l'hôpital
- J. P. Manoux : Dr Dustin Crenshaw, titulaire en chirurgie générale
- Sam Anderson (VF : Jean-Claude Robbe) : Dr Jack Kayson, cardiologue titulaire, chef de la cardiologie, membre du conseil de l'hôpital
- Amy Aquino (VF : Denise Roland) : Dr Janet Coburn, gynécologue-obstétricienne titulaire
- Gina Ravera : Dr Bettina DeJesus, radiologue
- Michael B. Silver : Dr Paul Myers, psychiatre titulaire
- Marc Jablon : Dr Larry Western, interne aux urgences
- Gil McKinney : Dr Paul Grady, interne aux urgences
- Busy Philipps (VF : Edwige Lemoine) : Dr Hope Bobeck, interne aux urgences
- Steven Christopher Parker (en) : Dr Harold Zelinsky, interne en chirurgie
- Malaya Rivera Drew : Katey Alvaro, externe (2e année)
- Bresha Webb : Dr Laverne St. John, externe (2e année)
- Julia Jones : Dr Kaya Montoya, externe (2e année)
- Deezer D (en) (VF : Martin Brieuc) : Malik McGrath, infirmier
- Yvette Freeman (VF : Maïté Monceau) : Haleh Adams, infirmière (dénommée Shirley Adams dans la version française)
- Lily Mariye (en) (VF : Catherine Artigala) : Lily Jarvik, infirmière
- Laura Cerón (VF : Colette Nucci) : Ethel « Chuny » Marquez, infirmière
- Angel Laketa Moore : Dawn Archer, infirmière
- Nasim Pedrad : Suri, infirmière
- Dinah Lenney (en) : Shirley, infirmière en chirurgie
- Bellina Logan (en) : Kit, infirmière en chirurgie
- Nadia Shazana : Jacy, infirmière en chirurgie
- Monica Guzman : Marisol, infirmière en chirurgie
- Troy Evans (VF : Christian Peythieu) : Frank Martin, réceptionniste
- Sam Jones III : Chaz Pratt, secouriste
- Emily Wagner (VF : Annabelle Roux) : Doris Pickman, secouriste
- Montae Russell (en) : Zadro White, secouriste
- Lynn A. Henderson (VF : Véronique Alycia) : Pamela Olbes, secouriste
- Brian Lester : Brian Dumar, secouriste
- Demetrius Navarro (en) : Morales, secouriste
- Michelle Bonilla : Christine Harms, secouriste
- Louie Liberti : Tony Bardelli, secouriste
- Brendan Patrick Connor : Reidy, secouriste
- Reiko Aylesworth : Julia Dupree, aumônière de l'hôpital

#### Autres
- Gloria Reuben (VF : Brigitte Berges) : Jeanie Boulet, soignante
- Aidan & Andrew Gonzales : Joe Kovac, fils d'Abby et de Luka
- Chloe Greenfield (ru) : Sarah Riley, fille de Tony Gates
- Christopher Amitrano : officier Hollis, policier
- Cress Williams : Reggie Moore, policier
- Hal Holbrook : Walter Perkins[1] (épisodes 16 et 19)

## Épisodes

### Épisode 1:Guerre et conséquences
- États-Unis : 27 septembre 2007[2] sur NBC

- David Clennon (Jared Morgan)

### Épisode 2:Sous un jour différent
- États-Unis : 4 octobre 2007 sur NBC

### Épisode 3:En première ligne
- États-Unis : 11 octobre 2007 sur NBC

### Épisode 4:La Loi de la gravité
- États-Unis : 18 octobre 2007 sur NBC

### Épisode 5:Sous influence
- États-Unis : 25 octobre 2007 sur NBC

### Épisode 6:L'Ordre des choses
- États-Unis : 1er novembre 2007 sur NBC

### Épisode 7:Jeudi noir
- États-Unis : 8 novembre 2007 sur NBC

### Épisode 8:Retrouvailles
- États-Unis : 15 novembre 2007 sur NBC

### Épisode 9:Trop, c'est trop
- États-Unis : 29 novembre 2007 sur NBC

### Épisode 10:300 patients
- États-Unis : 6 décembre 2007 sur NBC

### Épisode 11:Deuxième Round
- États-Unis : 3 janvier 2008 sur NBC

### Épisode 12:Ce que l'on ne voit pas
- États-Unis : 10 janvier 2008 sur NBC

### Épisode 13:Injection létale
- États-Unis : 17 janvier 2008 sur NBC

Pratt décide d'emménager avec Bettina.

### Épisode 14:Tant que battent les cœurs
- États-Unis : 10 avril 2008 sur NBC

### Épisode 15:La Vérité toute nue
- États-Unis : 17 avril 2008 sur NBC

### Épisode 16:Mauvaises Nouvelles
- États-Unis : 24 avril 2008 sur NBC

### Épisode 17:Sous pression
- États-Unis : 1er mai 2008 sur NBC

### Épisode 18:Compatibilité
- États-Unis : 8 mai 2008 sur NBC

### Épisode 19:Comme à Chicago
- États-Unis : 15 mai 2008 sur NBC